# Gullabo
Gullabo är en by och småort i Gullabo socken i Torsås kommun. Gullabo kyrka ligger här.
Byn omtalas i skriftliga källor första gången 1538 ('Gulboda') och var då ett frälsehemman tillhörigt Sten Bengtsson (Ulv). Det tillhörde från 1558 hans son Anund Stensson (Ulv).
Mellan åren 1917 och 1950 fanns här ändstationen Gullaboby för järnvägen från Torsås. Persontrafiken lades dock ner redan 1940.
En av världens största träslevar finns här.